# Savoia-Marchetti SM.95
Savoia-Marchetti SM.95 – włoski samolot pasażerski z okresu II wojny światowej. 

## Historia
Samolot został skonstruowany przez Alessandro Marchettiego i został opracowany na bazie samolotu transportowego Savoia-Marchetti SM.75. Wybuch II wojny światowej przerwał prace rozwojowe, które wznowiono w 1941 r. na żądanie włoskiej armii. Prototyp oblatano  8 maja 1943 r., ale wycofanie się Włoch z wojny ponownie przerwało prace. Istniejące egzemplarze zostały przejęte przez Niemcy. Prace zostały wznowione w 1945 r., w 1946 r. przyjęto samolot na wyposażenie włoskich sił powietrznych. Dzięki tej maszynie Włosi byli odtworzyć powojenne lotnictwo pasażerskie operujące na trasach międzykontynentalnych.